# Parker, Kansas
Parker är en ort i Linn County i Kansas. Vid 2010 års folkräkning hade Parker 277 invånare.